# Storhälla
Storhälla är ett naturreservat i Gagnefs kommun i Dalarnas län.
Området är naturskyddat sedan 2016 och är 17 hektar stort. Reservatet ligger vid Flosjön och består av tall- och granskog, denna senare även i form av sumpig granskog. 